# Point Wolfe
Point Wolfe är en udde i Kanada.   Den ligger i countyt Albert County och provinsen New Brunswick, i den östra delen av landet, 800 km öster om huvudstaden Ottawa.
Terrängen inåt land är huvudsakligen kuperad, men åt nordväst är den platt. Havet är nära Point Wolfe åt sydost. Trakten är glest befolkad. 